# 부치 콜린스

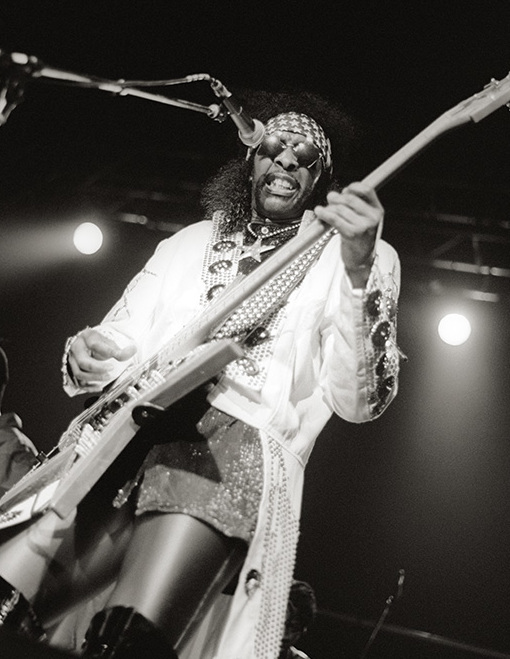
1998년의 모습

윌리엄 얼 "부치" 콜린스(영어: William Earl "Bootsy" Collins, 1951년 10월 26일 ~ 현재)는 미국의 베이스 기타 연주자, 싱어송라이터이자 음악 프로듀서이다. 1970년대 초 제임스 브라운과의 협업으로 두각을 나타낸 후 팔러먼트-펑카델릭 콜렉티브에 합류한 콜린스는 특유의 베이스라인과 유머러스한 보컬을 통해 펑크 음악의 선두 주자이자 혁신가 중 한 명으로 자리매김했다. 나중에는 부치스 러버 밴드(Bootsy's Rubber Band)라는 이름의 사이드 프로젝트를 결성했다. 콜린스는 댄스 음악(디-라이트의 〈Groove Is in the Heart〉), 빅 비트(팻보이 슬림의 〈Weapon of Choice〉와 〈The Joker〉), 얼터너티브 메탈(프랙시스) 등 다양한 장르의 다른 음악가들과 협업을 진행하였다. 1997년 팔러먼트-펑카델릭에 속한 15명의 다른 멤버들과 함께 로큰롤 명예의 전당에 헌액됐다. 2020년 롤링 스톤은 콜린스를 역사상 가장 위대한 베이시스트 50명 중 4위로 선정했다.

## 디스코그래피
- Ultra Wave (1980)
- The One Giveth, the Count Taketh Away (1982)
- What's Bootsy Doin'? (1988)
- Fresh Outta 'P' University (1997)
- Play with Bootsy (2002)
- Christmas Is 4 Ever (2006)
- The Official BootLeggedBootsyCD (2009)
- Tha Funk Capital of the World (2011)
- World Wide Funk (2017)
- The Power of the One (2020)
- Nobody's Perfect Experience (2021)